# Henri Jobier
Louis Pierre Henri Jobier (Courson-les-Carrières, 6 luglio 1879 – Parigi, 25 marzo 1930) è stato uno schermidore francese, vincitore di una medaglia d'oro nella scherma ai giochi olimpici.